# Thorin I
En el universo imaginario creado por el escritor británico J. R. R. Tolkien, Thorin I es un enano del linaje de Durin. Nacido en Erebor en 2035 de la Tercera Edad, hijo de Thráin I, el fundador Reino Enano Bajo Montaña de Erebor, y padre de Glóin. En el año 2210 de la Tercera Edad del Sol Thorin I, acompañado por su hijo Glóin y más enanos de Erebor fundaron una colonia en las Montañas Grises, que más tarde adquiriría más protagonismo que la propia Erebor y a la que los reyes se trasladarían a vivir. Murió en el año 2289 de la Tercera Edad del Sol. Le sucedió su hijo Glóin.
| Predecesor: Thráin I               | Casa de Durin 2190 - 2289 T. E.                 | Sucesor: Glóin                                     |
| Predecesor: Thráin I               | Rey bajo la Montaña de Erebor 2190 - 2210 T. E. | Sucesor: Thrór (Tras un largo periodo de abandono) |
| Predecesor: Ninguno fue el primero | Rey de las Ered Mithrim 2210 - 2289 T. E.       | Sucesor: Glóin                                     |

- Datos: Q1773153